# Moisés Kaufman
Moisés Kaufman (Caracas, 21 de novembro de 1963) é um dramaturgo e encenador venezuelano, co-autor da peça The Laramie Project com outros membros da Tectonic Theater Project. Vive em Nova Iorque desde 1987.